# Canal de Balaguer
El canal de Balaguer és un canal hidroelèctric que pren l'aigua del Segre al terme de Camarasa, aigües avall de l'embassament de Sant Llorenç de Montgai i la torna al riu a Lleida, a la presa del canal de Seròs (al parc de la Mitjana). Va ser construït per FECSA la dècada de 1960 i actualment és propietat d'ENDESA.
No s'ha de confondre amb un antecedent del canal Algerri-Balaguer que es va intentar promoure a la dècada de 1950 també amb el nom de canal de Balaguer.